# Mogens Balle
 Der er flere personer med dette navn, se Mogens Balle (musiker).
Mogens Erik Schack Balle (1. april 1921 i København – 20. november 1988 i Asmindrup) var en autodidakt dansk maler. Han var gift med Grete Balle.
Balle havde tilknytning til kunstnergruppen Spiralen og var en bekendt af Asger Jorn, dette fik indflydelse på hans kunstneriske virken. I 1949 deltog han i den spontane udsmykningen Arkitekthytten i Bregnerød sammen med COBRA, der blev sat i gang af Jorn. Jorn tog ligeledes initiativ til at invitere Balle til at deltage i en udstilling af fem kunstnere fra COBRA i Galleri Pierre i Paris i 1951. 

## Hæder
- Statens Kunstfond 1985-87.